# Ancienne église de Saint-Jean-de-Muzols
L'ancienne église est une église située à Saint-Jean-de-Muzols, en France.

## Localisation
L'église est située sur la commune de Saint-Jean-de-Muzols, dans le département français de l'Ardèche. L'édifice est classé au titre des monuments historiques en 1952.